# Kocina (Sośnie)
Kocina (deutsch Kotzine) ist eine Ortschaft mit einem Schulzenamt der Landgemeinde Sośnie im Powiat Ostrowski der Woiwodschaft Großpolen in Polen.

## Geschichte

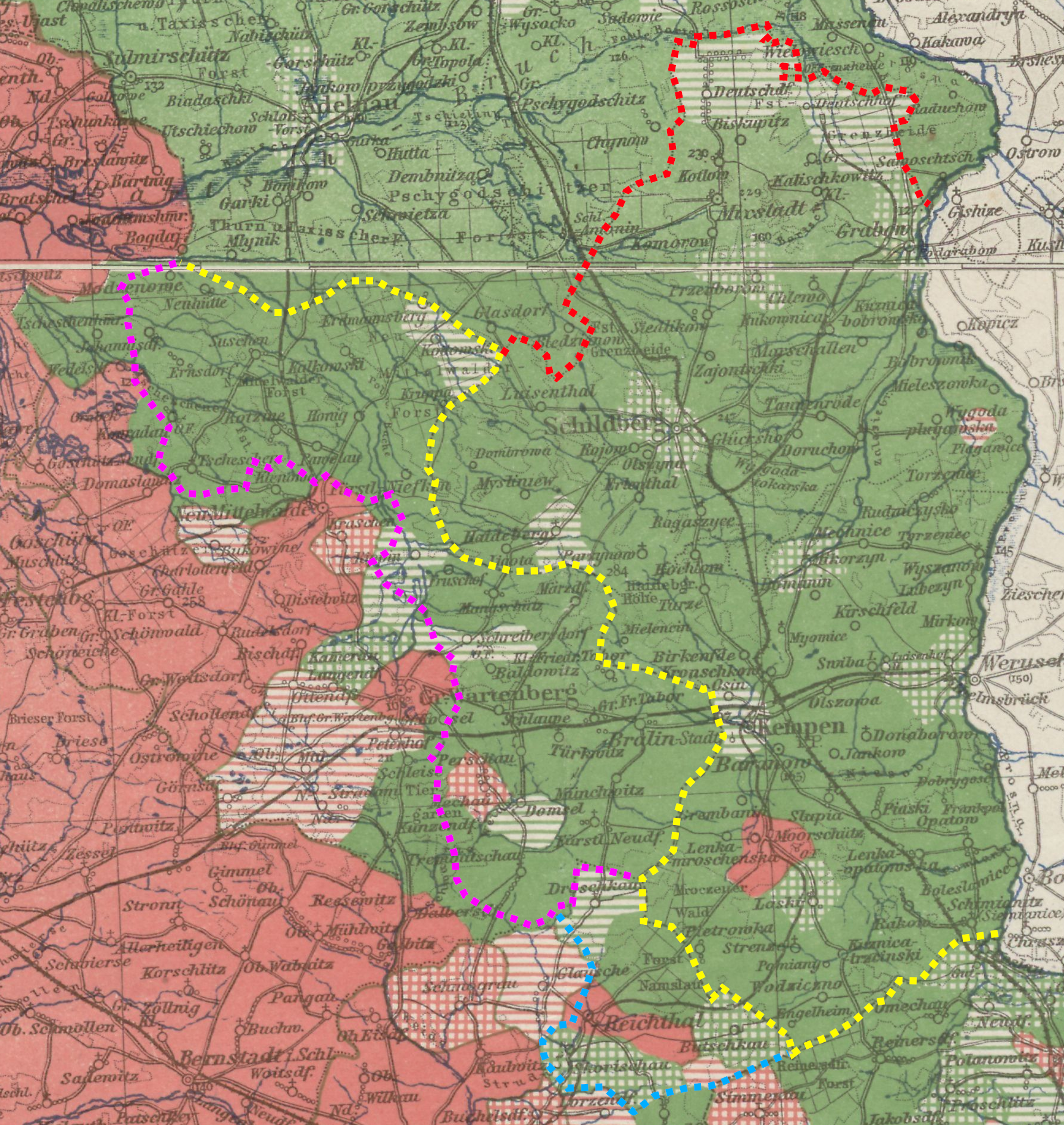
Sprachkarte aus dem Jahr 1910: Gelbe gestrichelte Linie: schlesisch-großpolnische Grenze, rosarote gestrichelte Linie: neue Grenze aus dem Jahr 1920

Der Ort in den Medziborer (etwa „zwischen Wäldern“) Gütern am nordöstlichen Rande Niederschlesiens im bewaldeten Grenzbereich zu Großpolen entstand im 19. Jahrhundert. Der Name ist vom Personennamen Kot(a) mit dem Suffix -ina abgeleitet.
Kotzine gehörte von 1818 bis 1920 dem schlesischen Landkreis Groß Wartenberg an. Mit dem überwiegend polnischsprachigen Ostteil des Landkreises wurde Kocina zum 10. Januar 1920 infolge des Versailler Vertrags vom Deutschen Reich an das wiedergegründete Polen abgetreten. Seitdem ist Kocina mit der Woiwodschaft Posen bzw. Großpolen verbunden, zunächst im Powiat Odolanowski, ab 1932 im Powiat Ostrowski.
Im Jahr 1921 gab es in der Gemeinde Kocina im Powiat Odolanów 57 Häuser mit 301 Einwohnern, davon 269 hielten sich für deutscher und 32 für polnischer Nationalität, 288 waren evangelisch, 8 römisch-katholisch, 5 anderer Religion. Im Gutsgebiet lebten 40 Deutsche in 5 Häusern, 34 waren evangelisch, 6 römisch-katholisch.
Beim Überfall auf Polen 1939 wurde das Gebiet von den Deutschen besetzt und dem Landkreis Ostrowo im Reichsgau Wartheland zugeordnet. Nach dem Krieg verließ die Mehrheit der evangelischen Dorfbevölkerung den Ort. Der evangelische Friedhof meistens mit deutschsprachigen Aufschriften ist verlassen und verfallen.
Von 1975 bis 1998 gehörte Kocina zur Woiwodschaft Kalisz.